# 迪凡諾合唱團
迪凡諾合唱團（英語：Divinyls，/dɪˈvaɪnəlz/）是來自澳大利亞悉尼的搖滾樂團，由主唱克里西·安普萊特（Chrissy Amphlett）和吉他手馬克·麥肯特（Mark McEntee）成立於1980年。安普萊特身著校服和漁網襪在舞台上表演獲得了廣大的關注，並經常使用發光的霓虹燈管作為對樂隊成員和聽眾表現視覺刺激的道具。樂團最初由五人組成，經歷了許多陣容變更，在1996年解散之前，安普萊特和麥肯特仍然是核心成員。
解散後，樂團偶爾會重聚活動，直到2009年。安普萊特於2013年去世。
2018年12月，麥肯特宣布他將在2019年初對迪凡諾進行澳大利亞巡迴演出，勞倫·露絲·沃德（Lauren Ruth Ward）將取代安普萊特。2019年2月6日，巡迴被取消。

## 外部連結
- 官方MySpace頁面 （页面存档备份，存于）